# (45802) 2000 PV29
(45802) 2000 PV29 est un objet transneptunien faisant partie des cubewanos.

## Caractéristiques
(45802) 2000 PV29 mesure environ 89 km de diamètre.

## Orbite
L'orbite de 2000 PV29 possède un demi-grand axe de 43,564 ua et une période orbitale d'environ 288 ans. Son périhélie l'amène à 43,125 ua du Soleil et son aphélie l'en éloigne de 44,002 ua. Il s'agit d'un cubewano.

## Découverte
2000 PV29 a été découvert le 5 août 2000.